# Linia kolejowa Kadaň – Kaštice
Linia kolejowa Kadaň – Kaštice ('Linia kolejowa nr 164 (Czechy)) – jednotorowa, regionalna i niezelektryfikowana linia kolejowa w Czechach. Łączy stację Kadaň-Prunéřov i Kaštice. Przebiega w całości przez terytorium kraju usteckiego.